# Закохайся в мене, якщо наважишся
«Закохайся в мене, якщо наважишся» (фр. Jeux d'enfants, «Дитячі ігри») — французька кіномелодрама Янна Семюеля. У головних ролях знялися Гійом Кане та Маріон Котіяр. Прем'єра кінофільму у Франції відбулася 17 вересня 2003 року, в Україні — 10 березня 2005 року.

## Сюжет
Події стрічки відбуваються в невеличкому містечку в Бельгії. Доньку польських емігрантів Софі дражнять у школі. Аби підтримати дівчинку, Жульєн подарував їй надзвичайно цінну для себе річ — коробку в вигляді каруселі, яку дала йому мати. Жульєн попрохав Софі, щоб вона часом давала йому потримати коробку, та Софі сказала, що це треба заслужити. Так розпочалася їхня гра — той, хто тримав коробку, загадував завдання іншому. Якщо той виконував завдання — отримував коробку. Своїми витівками діти доводили до сказу вчителів школи та директора, що намагалися їх розлучити.
За десять років Софі та Жульєн так само продовжували грати в цю гру, та тепер їхні вчинки оточення сприймало не як дитячі розваги, а як збочення. Батько заборонив Жульєну зустрічатися з Софі, тому що хлопцеві треба задуматися про своє майбутнє. Підліткам не вдалося налагодити стосунки після сварки, тому деякий час вони не спілкувалися. Потім Жульєн запросив Софі на своє весілля як свідка — таким чином він зміг виконати парі й зробити дівчині боляче. На весіллі Софі нагадала Жульєнові про те, що він обіцяв відмовити нареченій на весіллі, та Жульєн не зробив цього. Софі сказала Жульєнові, що вони не будуть бачитися 10 років.
За 10 років Жульєн жив із дружиною і двома дітьми, але щодня згадував дитячі пригоди з Софі. Софі була одружена з футболістом Сергієм, кар'єра якого стрімко зростала. У назначений час вона надіслала коробку Жульєнові. Коли він приїхав до неї додому, вона викликала поліцію, і йому довелося тікати. Він потрапив в аварію, викликав Софі до лікарні, де підклав коробку до тяжкохворого пацієнта. По дорозі додому Софі здогадалася, що Жульєн обманув її й повернулася з чоловіком назад до лікарні.
Останнє парі, яке головні герої вирішили здійснити — поховати себе разом заживо в бетоні для того, щоб їхнє кохання лишалося вічним.

## У головних ролях
- Жульєн Жаньє — Гійом Кане (у 8 років — Тібо Верхеге; у 80 років — Роберт Віллар);
- Софі Ковальскі — Маріон Котіяр (у 8 років — Жозефін Леба-Жолі; у 80 років — Наталі Наттьє);
- Батько Жульєна — Жерар Воткінс;
- Сергій Німов Німович — футболіст, чоловік Софі — Жиль Лелуш;
- Мати Жульєна — Еммануель Грьонвольд;
- Сестра Софі — Джулія Фор;
- Крістель — Летиція Венеція Тарновска

## Саундтрек
До саундтреку фільму входять:

### Композиції
| #   | Назва                                                                        | Тривалість |
| --- | ---------------------------------------------------------------------------- | ---------- |
| 1.  | «Увертюра (Ouverture) - Філіп Ромбі»                                         | 5:05       |
| 2.  | «Тема любові (Love theme) - Філіп Ромбі»                                     | 2:29       |
| 3.  | «(Solitude – Lescalier du temps) - Філіп Ромбі»                              | 2:22       |
| 4.  | «(Beethov fantaisie – cap ou pas cap ) - Філіп Ромбі»                        | 1:22       |
| 5.  | «Ігри дітей (Jeux denfants) - Філіп Ромбі»                                   | 2:12       |
| 6.  | «Магічні окуляри (Les lunettes magiques)- Філіп Ромбі»                       | 1:51       |
| 7.  | «Останні моменти (Derniers instants) - Філіп Ромбі»                          | 2:41       |
| 8.  | «Перший поцілунок (Premier baiser)- Філіп Ромбі»                             | 2:20       |
| 9.  | «(Declaration – separation)- Філіп Ромбі»                                    | 2:30       |
| 10. | «Запрошення (Invitation)- Філіп Ромбі»                                       | 5:15       |
| 11. | «Життя в рожевому кольорі (La vie en rose) - Trio Esperanca»                 | 2:33       |
| 12. | «За десять років (10 ans plus tard) - Філіп Ромбі»                           | 2:23       |
| 13. | «Краще, ніж життя (Продовження)(Mieux que la vie (Poursuite)) - Філіп Ромбі» | 2:23       |
| 14. | «Життя в рожевому кольорі (La vie en rose) - Donna Summer»                   | 4:56       |
| 15. | «Найкращий і найгірший (Le meilleur et le pire) - Філіп Ромбі»               | 1:49       |
| 16. | «Під дощем (Sous la pluie) - Філіп Ромбі»                                    | 3:30       |
| 17. | «Назавжди (Тема любові)(Pour toujours (Love theme)) - Філіп Ромбі»           | 1:49       |
| 18. | «Життя в рожевому кольорі (La vie en rose) - Луї Армстронг»                  | 3:24       |
| 19. | «Життя в рожевому кольорі (La vie en rose) - Zazie»                          | 3:54       |

## Озвучення українською
Багатоголосе україномовне озвучення фільму створила студія Три крапки.